# Златна рибка (къмпинг)
„Златна рибка“ е къмпинг, намиращ се на 2 километра от черноморския град Созопол. Срещу него се намира остров Свети Иван.
Къмпингът разполага с места за къмпиране на 150 каравани, кемпери и палатки, също с апартамент и шест обзаведени студиа. Осигурени са безплатно душове, WC, както и интернет. За къмпингиращите има ресторант, магазин за хранителни стоки, плодове и зеленчуци, фурна, лечебен център, масажи, магазин за спортни принадлежности и сувенири и др. Плажът е охраняем и има някои водни забавления – джетове, лодки, водни колела и сърф.